# Amningsmærker
Amningsmærker (tidligere også amingsmærker) er tal på skibets for- , agterstavn samt på skibssiderne ud for middelspantet, der viser hvor dybt skibet ligger i vandet, målt fra kølens underkant til vandlinjen.
Dybden angaves tidligere i engelske fod på styrbords side og i decimeter på bagbords side. Nu om dage angives amningsmærkerne normalt udelukkende i decimeter.
Amningsmærker er et absolut mål for skibes dybgang, og adskiller sig således fra Plimsoll-mærker der er relative til det sted (og den årstid) hvor et skib lastes.

## Sprogligt
"Amning" kommer af at ame eller amne, der betyder at måle, mere specifikt at måle et fartøjs bæreevne ved at belaste det med kendte vægte.